# بارتالی
بارتالی (به فرانسوی: Barrettali) یک کمون (فرانسه) در فرانسه است که در کرس شمالی واقع شده‌است. بارتالی ۱۸٫۰۷ کیلومتر مربع مساحت دارد ۳۰۰ متر بالاتر از سطح دریا واقع شده‌است.